# Nippon Series
Die Nippon Series (jap. 日本シリーズ, auch: Nihon Series; offiziell 日本選手権シリーズ,  Nihon senshuken shirīzu, „Japanische Meisterschaftsserie“; engl. Japan Series) sind die Finals der japanischen Profi-Baseballliga. 
Sie finden jährlich im Oktober und November statt. Dabei begegnen sich die besten Mannschaften der Central League und der Pacific League.

## Modus
Die Nippon Series ermittelt in maximal sieben Spielen – zuzüglich möglicher Unentschieden – den japanischen Baseballmeister: Wer zuerst vier Spiele gewinnt, entscheidet die Meisterschaft für sich. Die beiden Teilnehmer werden seit 2007 in vorgeschalteten Playoffs, der Climax Series, ausgespielt, an denen die besten drei Mannschaften jeder Liga teilnehmen. Zuvor gab es nur in der Pacific League (1973–1985 und seit 2004) Playoffs; in der Central League nahm bis dahin der Tabellenführer aus der regulären Saison an der Nihon Series teil.
Das Heimrecht in den ersten beiden und, sofern nötig, im sechsten und siebten Spiel der Nippon Series hat in Jahren mit geraden Jahreszahlen die Mannschaft der Central League, in Jahren mit ungeraden Zahlen die der Pacific League. Die Designated-Hitter-Regel (DH-Regel) wird entsprechend der Ligazugehörigkeit des Gastgebers angewendet: In einem Stadion der Pacific League wird also mit, in einem Stadion der Central League ohne DH gespielt. Wie in Spielen der regulären Saison ist ein Unentschieden möglich. Steht nach 15 Innings kein Sieger fest, wird ein Spiel als Unentschieden gewertet. Ab einem so möglichen achten Spiel gibt es keine Begrenzung der Inningzahl.

## Climax Series
Die Teilnahme an der Nippon Series wird seit 2007 in beiden Ligen in der Climax Series (クライマックスシリーズ, kuraimakkusu shirīzu) ausgespielt. In der Climax Series endet ein Spiel – wie in der regulären Saison – bei Gleichstand nach zwölf Innings unentschieden.
Dabei spielen in einer ersten Phase (Stage 1, seit 2010: First Stage) die zweit- und drittplatzierten in jeder Liga drei Spiele gegeneinander. Das Heimrecht hat der Zweite der regulären Saison. Wer zuerst zwei Spiele oder bei zwei Unentschieden ein Spiel gewinnt, tritt in Stage 2 (seit 2010: Final Stage) gegen den Tabellenersten an. Unentschieden werden nicht wiederholt; bei Gleichstand qualifiziert sich der Zweite der regulären Saison.
Stage 2 besteht aus sechs Spielen im Stadion des Siegers der regulären Saison, der seit 2008 mit einem Sieg Vorsprung in die Serie startet. Auch dabei werden unentschieden endende Spiele nicht wiederholt. In die Nippon Series zieht ein, wer zuerst vier Siege oder auf dem Konto hat oder nach sechs Spielen vorne liegt; bei Gleichstand qualifiziert sich der Ligasieger der regulären Saison.

## Meister
Die Mannschaften der Central League waren im 20. Jahrhundert erfolgreicher als die der Pacific League, was vor allem auf die  Rekordmeister Yomiuri Giants zurückzuführen war, die 22 Titel in 35 Teilnahmen errangen. Aus der Pacific League nahmen die Saitama Seibu Lions 21 Mal an der Nihon Series teil und gewannen dabei 13 Mal die Meisterschaft. Im 21. Jahrhundert waren Pacific-Mannschaften erfolgreicher. Bis einschließlich der Series 2024 haben Pacific-Mannschaften insgesamt 37 Siege, Central-Mannschaften 38 Siege errungen.
| Central League | Pacific League |

| Jahr | Sieger                       | Verlierer                    | Ergebnis (S-N-U) |
| ---- | ---------------------------- | ---------------------------- | ---------------- |
| 1950 | Mainichi Orions              | Shōchiku Robins              | 4–2              |
| 1951 | Yomiuri Giants               | Nankai Hawks                 | 4–2              |
| 1952 | Yomiuri Giants               | Nankai Hawks                 | 4–2              |
| 1953 | Yomiuri Giants               | Nankai Hawks                 | 4–2–1            |
| 1954 | Chūnichi Dragons             | Nishitetsu Lions             | 4–3              |
| 1955 | Yomiuri Giants               | Nankai Hawks                 | 4–3              |
| 1956 | Nishitetsu Lions             | Yomiuri Giants               | 4–2              |
| 1957 | Nishitetsu Lions             | Yomiuri Giants               | 4–0–1            |
| 1958 | Nishitetsu Lions             | Yomiuri Giants               | 4–3              |
| 1959 | Nankai Hawks                 | Yomiuri Giants               | 4–0              |
| 1960 | Taiyō Whales                 | Mainichi Daiei Orions        | 4–0              |
| 1961 | Yomiuri Giants               | Nankai Hawks                 | 4–2              |
| 1962 | Tōei Flyers                  | Hanshin Tigers               | 4–2–1            |
| 1963 | Yomiuri Giants               | Nishitetsu Lions             | 4–3              |
| 1964 | Nankai Hawks                 | Hanshin Tigers               | 4–3              |
| 1965 | Yomiuri Giants               | Nankai Hawks                 | 4–1              |
| 1966 | Yomiuri Giants               | Nankai Hawks                 | 4–2              |
| 1967 | Yomiuri Giants               | Hankyū Braves                | 4–2              |
| 1968 | Yomiuri Giants               | Hankyū Braves                | 4–2              |
| 1969 | Yomiuri Giants               | Hankyū Braves                | 4–2              |
| 1970 | Yomiuri Giants               | Lotte Orions                 | 4–1              |
| 1971 | Yomiuri Giants               | Hankyū Braves                | 4–1              |
| 1972 | Yomiuri Giants               | Hankyū Braves                | 4–1              |
| 1973 | Yomiuri Giants               | Nankai Hawks                 | 4–1              |
| 1974 | Lotte Orions                 | Chūnichi Dragons             | 4–2              |
| 1975 | Hankyū Braves                | Hiroshima Tōyō Carp          | 4–0–1            |
| 1976 | Hankyū Braves                | Yomiuri Giants               | 4–3              |
| 1977 | Hankyū Braves                | Yomiuri Giants               | 4–1              |
| 1978 | Yakult Swallows              | Hankyū Braves                | 4–3              |
| 1979 | Hiroshima Tōyō Carp          | Kintetsu Buffaloes           | 4–3              |
| 1980 | Hiroshima Tōyō Carp          | Kintetsu Buffaloes           | 4–3              |
| 1981 | Yomiuri Giants               | Nippon Ham Fighters          | 4–2              |
| 1982 | Seibu Lions                  | Chūnichi Dragons             | 4–3              |
| 1983 | Seibu Lions                  | Yomiuri Giants               | 4–3              |
| 1984 | Hiroshima Tōyō Carp          | Hankyū Braves                | 4–3              |
| 1985 | Hanshin Tigers               | Seibu Lions                  | 4–2              |
| 1986 | Seibu Lions                  | Hiroshima Tōyō Carp          | 4–3–1            |
| 1987 | Seibu Lions                  | Yomiuri Giants               | 4–2              |
| 1988 | Seibu Lions                  | Chūnichi Dragons             | 4–1              |
| 1989 | Yomiuri Giants               | Kintetsu Buffaloes           | 4–3              |
| 1990 | Seibu Lions                  | Yomiuri Giants               | 4–0              |
| 1991 | Seibu Lions                  | Hiroshima Tōyō Carp          | 4–3              |
| 1992 | Seibu Lions                  | Yakult Swallows              | 4–3              |
| 1993 | Yakult Swallows              | Seibu Lions                  | 4–3              |
| 1994 | Yomiuri Giants               | Seibu Lions                  | 4–1              |
| 1995 | Yakult Swallows              | Orix BlueWave                | 4–1              |
| 1996 | Orix BlueWave                | Yomiuri Giants               | 4–1              |
| 1997 | Yakult Swallows              | Seibu Lions                  | 4–1              |
| 1998 | Yokohama BayStars            | Seibu Lions                  | 4–2              |
| 1999 | Fukuoka Daiei Hawks          | Chūnichi Dragons             | 4–1              |
| 2000 | Yomiuri Giants               | Fukuoka Daiei Hawks          | 4–2              |
| 2001 | Yakult Swallows              | Osaka Kintetsu Buffaloes     | 4–1              |
| 2002 | Yomiuri Giants               | Seibu Lions                  | 4–0              |
| 2003 | Fukuoka Daiei Hawks          | Hanshin Tigers               | 4–3              |
| 2004 | Seibu Lions                  | Chūnichi Dragons             | 4–3              |
| 2005 | Chiba Lotte Marines          | Hanshin Tigers               | 4–0              |
| 2006 | Hokkaidō Nippon Ham Fighters | Chūnichi Dragons             | 4–1              |
| 2007 | Chūnichi Dragons             | Hokkaidō Nippon Ham Fighters | 4–1              |
| 2008 | Saitama Seibu Lions          | Yomiuri Giants               | 4–3              |
| 2009 | Yomiuri Giants               | Hokkaidō Nippon Ham Fighters | 4–2              |
| 2010 | Chiba Lotte Marines          | Chūnichi Dragons             | 4–2–1            |
| 2011 | Fukuoka SoftBank Hawks       | Chūnichi Dragons             | 4–3              |
| 2012 | Yomiuri Giants               | Hokkaidō Nippon Ham Fighters | 4–2              |
| 2013 | Tōhoku Rakuten Golden Eagles | Yomiuri Giants               | 4–3              |
| 2014 | Fukuoka SoftBank Hawks       | Hanshin Tigers               | 4–1              |
| 2015 | Fukuoka SoftBank Hawks       | Tōkyō Yakult Swallows        | 4–1              |
| 2016 | Hokkaidō Nippon Ham Fighters | Hiroshima Tōyō Carp          | 4–2              |
| 2017 | Fukuoka SoftBank Hawks       | Yokohama DeNA BayStars       | 4–2              |
| 2018 | Fukuoka SoftBank Hawks       | Hiroshima Tōyō Carp          | 4–1–1            |
| 2019 | Fukuoka SoftBank Hawks       | Yomiuri Giants               | 4–0              |
| 2020 | Fukuoka SoftBank Hawks       | Yomiuri Giants               | 4–0              |
| 2021 | Tōkyō Yakult Swallows        | Orix Buffaloes               | 4–2              |
| 2022 | Orix Buffaloes               | Tōkyō Yakult Swallows        | 4–2–1            |
| 2023 | Hanshin Tigers               | Orix Buffaloes               | 4–3              |
| 2024 | Yokohama DeNA BayStars       | Fukuoka SoftBank Hawks       | 4–2              |